# Зимова першість України з футболу 2015 року серед жіночих команд
Зимова першість України з футболу 2015 року серед жіночих команд — 4-та зимова першість України серед жінок. Матчі проходили в місті Умань на штучному полі стадіону «Уманьферммаш». Переможцем турніру вдруге поспіль стала харківська команда «Житлобуд-1», яка перемогла у фіналі господарок стадіону «Ятрань-Базис». Бронзовим призером став харківський «Житлобуд-2».

## Учасники
| Клуб         | Місто                         |
| ------------ | ----------------------------- |
| Атекс        | Київ                          |
| Житлобуд-1   | Харків                        |
| Житлобуд-2   | Харків                        |
| Іллічівка    | Маріуполь                     |
| Легенда ШВСМ | Чернігів                      |
| Родина-Ліцей | Костопіль, Рівненська область |
| Тернополянка | Тернопіль                     |
| Ятрань-Базис | Уманський район               |

## Перший етап
На першому етапі 8 команд-учасниць були розділені на 2 групи. По завершенні групового етапу переможці груп зустрілися з командами, які зайняли другі місця, переможці цих протистоянь зіграли у фінальному матчі. Команди-невдахи групового етапу та півфіналів розіграли між собою місця з 3-є по 8-е.

### Група А
| 1 | Житлобуд-1   | ~   | 5:0 |     | 5:0 | 3 | 3 | 0 | 0 | 12 — 0 | 9 |
| 2 | Ятрань-Базис |     | ~   | 2:1 |     | 3 | 2 | 0 | 1 | 5 — 7  | 6 |
| 3 | Тернополянка | 0:2 |     | ~   | 1:0 | 3 | 1 | 0 | 2 | 2 — 4  | 3 |
| 4 | Іллічівка    |     | 1:3 |     | ~   | 3 | 0 | 0 | 3 | 1 — 9  | 0 |

### Група Б
| 1 | Житлобуд-2   | ~    | 3:3 | 2:1 |     | 3 | 2 | 1 | 0 | 18 — 6 | 7 |
| 2 | Легенда ШВСМ |      | ~   |     | 7:0 | 3 | 2 | 1 | 0 | 11 — 3 | 7 |
| 3 | Родина-Ліцей |      | 0:1 | ~   |     | 3 | 1 | 0 | 2 | 8 — 3  | 3 |
| 4 | Атекс        | 2:13 |     | 0:7 | ~   | 3 | 0 | 0 | 3 | 2 — 27 | 0 |

## Плей-оф
3-є місце група А — 4-е місце група Б
| 01.03.2015 | Тернополянка                             | 2:0  | Атекс | Умань                               |  |
| 9:00 EET (UTC+3) | Тетяна Громовська 69' Натія Панцулая 82' | Звіт |       | Стадіон: «Уманьферммаш» Глядачі: 50 |  |
| Бондарчук (Славич, 86), Віхоть, Панцулая (к), Сивець, Клавдієнко (Головко, 64), Громовська, Яруш, Романова (Паньків, 83), Гришко (Мерла, 88), Чернетта, Рубаха (Якубович, 64) Макарочкіна, Ткаченко Є. (Чорновіл, 74), Ткаченко С., Шевцова, Шульженко, Ошовська, Шилова (к), Морозова (Малиновська, 64), Дубина (Заєнчковська, 64), Голуб (Черепаня, 34), Долбіна |                                          |      |       |                                     |  |

3-є місце група Б — 4-е місце група А
| 01.03.2015 | Родина-Ліцей         | 1:1 (4:2 пен.)                                                           | Іллічівка        | Умань                               |  |
| 11:00 EET (UTC+3) | Тетяна Полюхович 81' | Звіт                                                                     | Ганна Петрик 10' | Стадіон: «Уманьферммаш» Глядачі: 40 |  |
| |                      | Пенальті                                                                 |                  |                                     |  |
| Тетяна Полюхович · Вікторія Худа · Юлія Семенюк · Іванна Мушин · Яна Голиш |                      | Юлія Зозуля · Наталія Радзієвська · Карина Кулаковська · Юліана Завидова |                  |                                     |  |
| Герасимчук, Голиш (к), Джуренко, Буднік, Чурікова, Руда, Полюхович, Мушин, Шевчук (Стасюк, 64), Худа, Корнійчук (Семенюк, 58) Говорунова, Кулаковська, Винокурова, Щербанева, Земляна, Загуменна (к), Радзієвська, Салай (Завидова, 80), Петрик, Зозуля, Крадожон |                      |                                                                          |                  |                                     |  |

### 1/2 фіналу
1-е місце група А — 2-е місце група Б
| 01.03.2015 | Житлобуд-1                                  | 2:0  | Легенда-ШВСМ | Умань                               |  |
| 13:00 EET (UTC+3) | Єлізавета Костюченко 64' Ольга Овдійчук 88' | Звіт |              | Стадіон: «Уманьферммаш» Глядачі: 75 |  |
| Саніна, Полухіна (Денисенко, 54), Костюченко, Ковтун, Майбородіна, Знайденова, Єременко, Вороніна, Нестеренко, Овдійчук (Тихонова, 89), Мозольська (к) Діхтяр, Рижова (к), Шматко, Скидан, Споденюк, Хімич, Перевізник, Кочнєва, Бочковська, Михайлюк, Шматко |                                             |      |              |                                     |  |

1-е місце групи Б — 2-е місце групи А
| 01.03.2015 | Житлобуд-2         | 1:2  | Ятрань-Базис                           | Умань                                |  |
| 15:00 EET (UTC+3) | Олена Ходирєва 29' | Звіт | Катерина Ішутіна 17' Ольга Авдєєва 70' | Стадіон: «Уманьферммаш» Глядачі: 160 |  |
| Фомченко, Ольховська, Ходирєва, Подольська, Сірмай, Левицька (Цибіна, 78), Мотько (Норік, 75), Кравчук, Андрухів, Бондар, Калініна (к) Затушевська, Хачатрян, Авдєєва, Шпак, Вороніна, Ішутіна, Боярова, Чайка, Воронцова, Музика, Скориніна (к) (Будаєва, 39) |                    |      |                                        |                                      |  |

### Матч за 7-е місце
| 02.03.2015 | Атекс | 0:2  | Іллічівка                                | Умань                               |  |
| 8:00 EET (UTC+3) |       | Звіт | Євгенія Салай 16' Анастасія Крадожон 20' | Стадіон: «Уманьферммаш» Глядачі: 50 |  |
| Макарочкіна (Циган, 53), Ткаченко С. (Ільїчова, 48), Ткаченко Є., Шульженко, Ошовська (Морозова, 28), Чорновіл (Голуб, 50), Шилова (к), Заєнчковська (Дубіна, 46), Черепаня (Орєхова, 68), Шевцова (Долбіна, 73), Малиновська Говорунова, Кулаковська, Винокурова, Щербанева (Колеснік, 48; Соліна, 56), Земляна, Загуменна (к), Радзієвська (Кайдаловська, 46), Салай (Мазурова, 53), Зозуля, Петрик, Крадожон (Завидова, 52) |       |      |                                          |                                     |  |

### Матч за 5-е місце
| 02.03.2015 | Тернополянка | 0:2  | Родина-Ліцей                                 | Умань                               |  |
| 10:00 EET (UTC+3) |              | Звіт | Юлія Семенюк 54' Тетяна Полюхович 75' (пен.) | Стадіон: «Уманьферммаш» Глядачі: 40 |  |
| Бондарчук (Славич, 80), Громовська, Віхоть, Гришко (Паньків, 86), Головко, Сивець, Панцулая (к), Яруш, Чернетта, Романова (Рубаха, 57), Клепацька Герасимчук, Голиш (к), Джуренко, Буднік (Андрійчук, 83), Мушин, Руда, Полюхович, Шевчук (Петрова, 86), Чурікова (Семенюк, 46), Худа, Корнійчук (Стасюк, 78) |              |      |                                              |                                     |  |

### Матч за 3-є місце
| 02.03.2015 | Легенда-ШВСМ     | 1:3  | Житлобуд-2                               | Умань                               |  |
| 12:00 EET (UTC+3) | Любов Шматко 59' | Звіт | Яна Калініна 34', 63' Олена Ходирєва 52' | Стадіон: «Уманьферммаш» Глядачі: 45 |  |
| Діхтяр, Рижова (к) (Нзаренко, 32), Шматко, Скидан, Споденюк, Коча, Бочковська, Кочнєва, Соломаха (Перевізник, 57), Шматко, Михайлюк Кислова (Рябовол, 88), Кравчук, Левицька (Норік, 30), Подольська (Сірмай, 89), Ольховська, Ходирєва, Мотько (Рапа, 83), Цибіна (Лимар, 85), Андрухів, Бондар, Калініна (к) |                  |      |                                          |                                     |  |

### Фінал
| 02.03.2015 | Житлобуд-1                                  | 3:0  | Ятрань-Базис | Умань                                |  |
| 14:00 EET (UTC+3) | Ольга Овдійчук 2' Ганна Мозольська 35', 37' | Звіт |              | Стадіон: «Уманьферммаш» Глядачі: 200 |  |
| Саніна (Подкуйко, 86), Денисенко, Полухіна, Ковтун, Майбородіна (Свергун, 86), Знайденова, Єременко, Вороніна (Пожарська, 78), Нестеренко, Овдійчук (Малахова, 46), Мозольська (к) (Тихонова, 46) Затушевська (Климова, 46), Хачатрян, Авдєєва, Вороніна, Шпак (Сукач, 46), Ішутіна, Воронцова, Музика, Боярова (к), Чайка, Будаєва |                                             |      |              |                                      |  |

## Найкращі бомбардири
| #   | Футболіст        | Команда      | Голи (пен.) | Матчі |
| --- | ---------------- | ------------ | ----------- | ----- |
| 1   | Яна Калініна     | Житлобуд-2   | 6           | 5     |
| 2   | Олена Ходирєва   | Житлобуд-2   | 4           | 4     |
| 3   | Ольга Овдійчук   | Житлобуд-1   | 4           | 5     |
| 4—8 | Тетяна Полюхович | Родина-Ліцей | 3 (1)       | 5     |
| 4—8 | Юлія Семенюк     | Родина-Ліцей | 3           | 5     |
| 4—8 | Ганна Вороніна   | Житлобуд-1   | 3           | 5     |
| 4—8 | Ганна Мозольська | Житлобуд-1   | 3           | 5     |
| 4—8 | Марія Михайлюк   | Легенда-ШВСМ | 3           | 5     |

## Лауреати турніру
ФФУ нагородила учасників турніру індивідуальними призами:
- Найкращий воротар — Дарина Бондарчук («Тернополянка», Тернопіль)
- Найкращий захисник — Лідія Шпак («Ятрань-Базис», Умань)
- Найкращий півзахисник — Таїсія Нестеренко («Житлобуд-1», Харків)
- Найкращий нападник — Марія Михайлюк («Легенда», Чернігів)
- Найкращий бомбардир — Яна Калініна («Житлобуд-2», Харків)